# Coelinblått

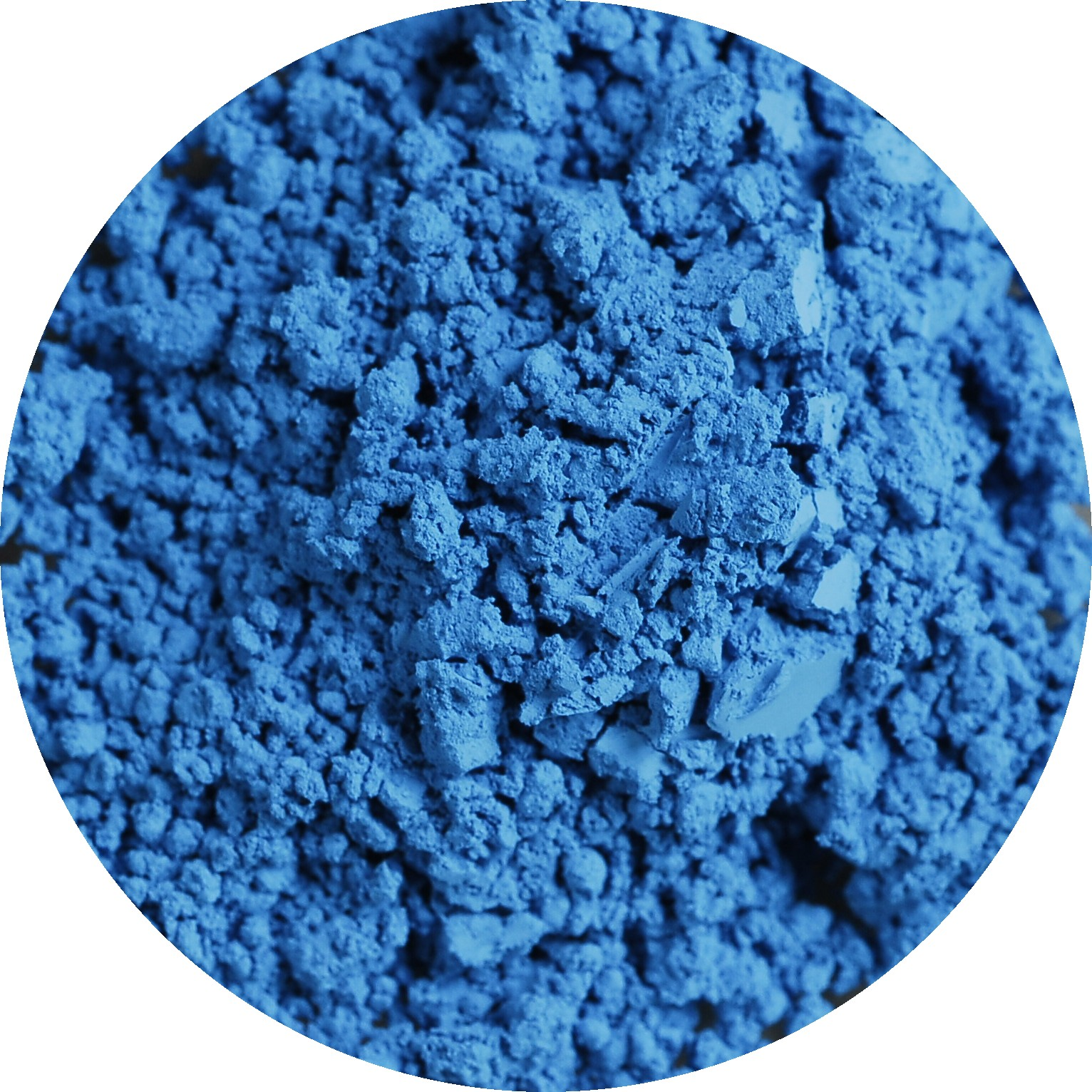
Coelinblått,
C.I. Pigment Blue 35

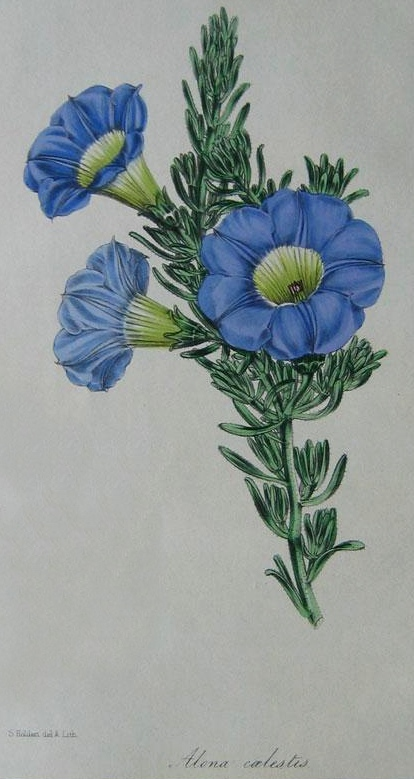
Nolana coelestis

Coelinblått (av latinets caelum, himmel), C.I. Pigment Blue 35 (77368), är ett himmelsblått pigment som upptäcktes 1805 av Andreas Höpfner, men infördes första gången på konstnärens palett av George Rowney år 1860.
Kemiskt handlar det om kobolttennoxid, även kallat koboltstannat, CoSnO3. Det innehåller kobolt i en form som är giftig och man bör iaktta försiktighet, framför allt om man hanterar rent pigmentpulver.

## Egenskaper
Coelinblått är opakt med en färgskiftning åt grönt. Dess färgstyrka betecknas som medelstark till svag. I full styrka är det ljust i jämförelse med andra blå färger och används ofta till himlar.

## Pigment Blue 36
C.I. Pigment Blue 36 (77343) är ett annat koboltpigment som också kan säljas under namnet coelinblått. Det har en ofta klarare och något grönare ton än "originalet" PB35.
Det framställs genom kalcinering, i mycket hög temperatur, av kobolt(II)-, aluminium(III)- och krom(III)-oxider i proportioner så att de bildar stabila kristaller med spinellstruktur. Den generella formel kan skrivas Co(Al,Cr)2O4. Man kan därtill moderera egenskaperna genom att låta vissa oxider av andra metaller vara med i processen, såsom magnesium, zink, kisel, titan eller zirkonium. Då det är ett spinellpigment, har det utmärkt ljusäkthet och generellt mycket hög tålighet. Det gör också att kobolt här inte har tillräcklig biotillgänglighet för att det ska anses giftigt.

### Pigment Blue 36:1
C.I. Pigment Blue 36:1 (77343:1) är också ett spinellpigment och kan beskrivas som en variant av PB36 där en del kobolt är utbytt mot zink, så att dess formel kan skrivas (Zn,Co)(Al,Cr)2O4. Även detta har ofta en ljust blå färg med grön ton och kan saluföras som coelinblått, men det förekommer också att den blå färgen drar åt rött.

## HTML-färgen Cerulean blue
Coelinblått heter på engelska Cerulean blue och HTML-färgen med det namnet syftar på en kulör som kan åstadkommas med coelinblått pigment. Se dess koordinater i boxen.